# Синехии радужной оболочки
Синехии (спайки) — это состояние глаза, при которых радужная оболочка прилипает либо к роговице (то есть передний синехий) или к хрусталику (то есть задний синехий). Синехии могут быть вызваны глазной травмой, увеитом или иридоциклитом, а также может осложниться вторичной глаукомой. Некоторые синехии можно увидеть не вооруженным глазом, но, как правило, гораздо точную картину можно наблюдать используя офтальмоскоп или щелевую лампу.
Передние синехии провоцируют начало закрытоугольной глаукомы, по причине того, что радужная оболочка закрывает путь оттока водянистой влаги через угол передней камеры глаза, что приводит к росту внутриглазного давления. Задние синехии также может привести к глаукоме, но иным путём. Образование синехий более вероятно при высоком содержании водного белка. Задние синехии приводят к прилипанию радужной оболочки к хрусталику глаза, что блокирует отток водянистой влаги из задней камеры в переднюю (бомбаж радужки). Как итог, хрусталиковый блок повышает внутриглазное давление.

## Лечение
Мидриатические или циклоплегические агенты, такие как гоматропин, который похож по действию с атропином, при местном применении полезны для разрыва и предотвращения образования задних синехий, поддерживая зрачок расширенным, на необходимом расстояние от хрусталика. Расширение зрачка в глазе с синехией может привести к неправильной (не круглой) форме зрачка. Если зрачок расширяется равномерно и полностью во время лечения воспаления радужной оболочки, прогноз для избавления от синехии — положительный. Прогноз лечения — хороший.
Для борьбы с воспалением назначаются кортикостероиды. Для понижения внутриглазного давления рекомендовано использовать препараты простагландинового ряда (усиливающие отток внутриглазной жидкости), например Travoprost 0,004 %, Latanoprost 0,005 %, Bimatoprost 0,03 %, Tafluprost 0,0015 %.